# St. James Township (comté de Phelps, Missouri)
St. James Township est un ancien township, situé dans le comté de Phelps, dans le Missouri, aux États-Unis,.
Le township est baptisé en référence à la ville de St. James.